# Akademia Teatralna im. Aleksandra Zelwerowicza w Warszawie

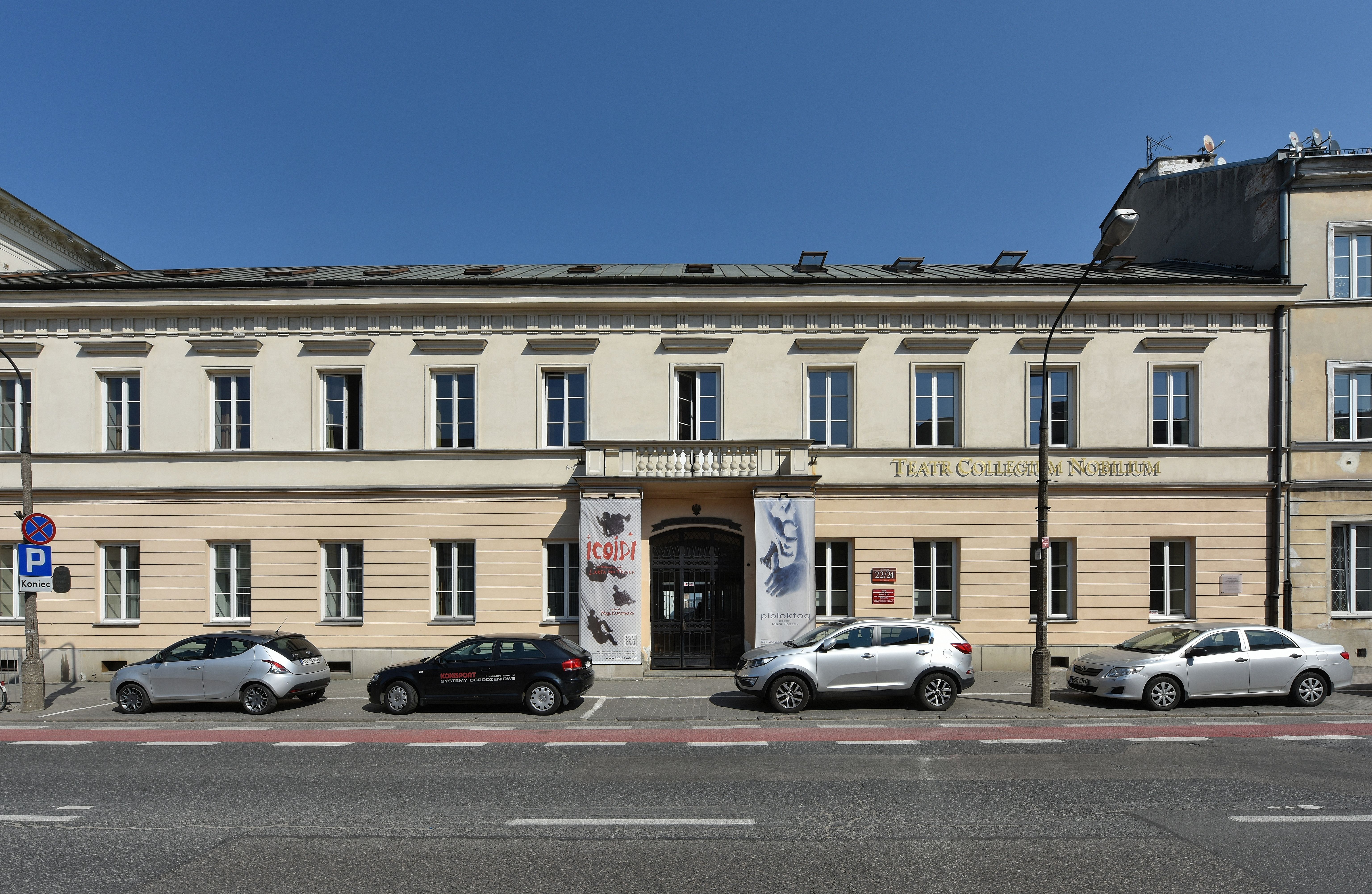
Teatr Collegium Nobilium, w którym wystawiane są spektakle dyplomowe Wydziału Aktorskiego

Akademia Teatralna im. Aleksandra Zelwerowicza w Warszawie (do 1996 Państwowa Wyższa Szkoła Teatralna im. Aleksandra Zelwerowicza w Warszawie) – publiczna szkoła wyższa utworzona w 1946 w Łodzi w miejsce Państwowego Instytutu Sztuki Teatralnej, w 1949 przeniesiona do Warszawy. Od 1955 mieści się w dawnej siedzibie Collegium Nobilium pijarów w Warszawie. W tym samym roku nadano jej imię Aleksandra Zelwerowicza.

## Historia
Szkoła powstała w 1946, kontynuując tradycję Państwowego Instytutu Sztuki Teatralnej. Pierwsza siedziba szkoły mieściła się w Łodzi.
W łódzkim okresie Państwowej Wyższej Szkoły Teatralnej pierwszym jej rektorem i dziekanem Wydziału Reżyserii był Leon Schiller, dziekanem Wydziału Aktorskiego był Aleksander Zelwerowicz, a Wydziału Dramaturgicznego – Bohdan Korzeniewski. W wyniku sporu dotyczącego kształcenia aktorów ze szkoły odszedł Zelwerowicz, a jego miejsce zajął Henryk Szletyński.
W 1949 uczelnia została przeniesiona do Warszawy i wkrótce połączona z założoną przez Aleksandra Zelwerowicza Państwową Wyższą Szkołą Aktorską.
Od 1955 siedziba uczelni znajduje się w XVIII-wiecznym budynku Collegium Nobilium przy ulicy Miodowej.
W 1955 Państwowej Wyższej Szkole Teatralnej nadano imię Aleksandra Zelwerowicza, a siedem lat później szkoła zyskała status uczelni akademickiej.
Po przeniesieniu się w 1949 Państwowej Wyższej Szkoły Teatralnej z Łodzi do Warszawy rektorem szkoły został Jan Kreczmar, który sprawował tę funkcję do 1967. W latach 1970–1981 rektorem szkoły był Tadeusz Łomnicki.
Funkcję rektora pełnili także Andrzej Łapicki i Jan Englert. Za ich kadencji odbudowano dawną scenę Konwiktu Pijarów i nadano jej nazwę Teatr Collegium Nobilium. Obecnie wystawiane są tu spektakle dyplomowe Wydziału Aktorskiego.

## Wydziały i kierunki studiów[3]
- Wydział Aktorski
  - aktorstwo
    - specjalność aktorstwo dramatyczne
    - specjalność aktorstwo i wokalistyka
- Wydział Reżyserii
  - reżyseria
- Wydział Wiedzy o Teatrze
  - wiedza o teatrze
- Wydział Sztuki Lalkarskiej – filia AT w Białymstoku
  - aktorstwo
    - specjalność aktorstwo teatru lalek

  - reżyseria
    - specjalność reżyseria teatru lalek

  - technologia teatru lalek

## Rektorzy
- Leon Schiller
- Aleksander Zelwerowicz
- Jan Kreczmar
- Władysław Krasnowiecki
- Tadeusz Łomnicki
- Andrzej Łapicki
- Jan Englert
- Lech Śliwonik
- Andrzej Strzelecki
- Wojciech Malajkat
- Wiesław Czołpiński

## Władze
Kadencja 2024–2028:
- Rektor: prof. dr hab. Wiesław Czołpiński[4]
- Prorektor ds. Filii w Białymstoku: dr hab. Artur Dwulit[5]
- Prorektor ds. Kształcenia i rozwoju kadry naukowej: prof. dr hab. Marcin Bartnikowski[5]
- Prorektor ds. badań naukowych: dr hab. Krzysztof Mrowcewicz[5]
- Prorektor ds. studenckich: dr Marcin Perchuć[5]